# Overkill (àlbum)
Overkill és el segon àlbum del grup Motörhead, el 1979, el primer amb Bronze Records. Col·locat en el lloc 24 en la llista d'èxits del Regne Unit.

## Història
Bronze Records va contractar al grup el 1978 i els va donar temps perquè treballessin en els Wessex Studios de Londres per a gravar el senzill de Richard Berry, "Louie Louie" i una cançó nova anomenada "Tear Ja Down". El grup va fer una gira per a promocionar el senzill mentre Chiswick Records llançava l'àlbum Motörhead en vinil blanc, per a mantenir el bon moment de l'àlbum. Les vendes del senzill van donar l'oportunitat de la banda d'actuar en el programa de BBC Television, Top of the Pops, que va donar a Bronze la confiança perquè la banda gravés el seu segon àlbum.
El primer a editar-se dels enregistraments va ser el senzill "Overkill", amb "Too Late, Too Late" com a Cara B en edicions de 7" i 12". Aquest àlbum va tenir una producció molt millor que el seu antecessor. Tres setmanes després de la primera edició, es va llançar una edició especial de 15000 còpies en vinil verd.
Al juny de 1979 "No Class" es va extreure com senzill amb la cançó inèdita "Like a Nightmare" en la Cara B. Cara a augmentar les vendes, el senzill es va llançar amb tres portades distintes, una per a cada membre de la banda (Lemmy, Clarke i Taylor).
L'àlbum es va reeditar en cassete, CD i vinil per la discogràfica Castle Communications el 1988, al costat de Another Perfect Day, havent-se editada anteriorment un cassete de l'àlbum amb Bomber en 1980, per Brozne Records.

## Llista de cançons
Totes les cançons compostes per Ian Kilmister, Phil Taylor, Eddie Clarke excepte on s'indiqui el contrari.

### Versió original
1. "Overkill" - 5:12
2. "Stay Clean" - 2:40
3. "(I Won't) Pay Your Price" - 2:56
4. "I'll Be Your Sister" - 2:51
5. "Capricorn" - 4:06
6. "No Class" - 2:39
7. "Damage Case" (Clarke, Kilmister, Taylor, Mick Farren) - 2:59
8. "Tear Ja Down" - 2:39
9. "Metropolis" - 3:34
10. "Limb from Limb" - 4:54

### Pistes addicionals
1. # "Too Late, Too Late" - 3:25
2. "Like a Nightmare" - 4:13
3. "Louie Louie" (Richard Berry) [Versió del senzill] - 2:47
4. "Tear Ja Down" [Versió instrumental] - 2:39
5. "Louie Louie" (Berry) [Versió alternativa] - 2:52

### Edició Deluxe

#### Disc 1
1. "Overkill" - 5:12
2. "Stay Clean" - 2:40
3. "(I Won't) Pay Your Price" - 2:56
4. "I'll Be Your Sister" - 2:51
5. "Capricorn" - 4:06
6. "No Class" - 2:39
7. "Damage Case" (Clarke, Kilmister, Taylor, Farren) - 2:59
8. "Tear Ja Down" - 2:39
9. "Metropolis" - 3:34
10. "Limb from Limb" - 4:54

#### Disc 2
1. "Louie Louie" (Richard Berry) - 2:47
2. "Louie Louie" [Versió alternativa] (Berry) - 2:52
3. "Louie Louie" [Versió alternativa 2] (Berry) - 2:45
4. "Tear Ja Down" - 2:41
5. "Tear Ja Down" [Versió alternativa] - 2:41
6. "Tear Ja Down" [Versió instrumental] - 2:39
7. "Too Late, Too Late" - 3:25
8. "Like a Nightmare" - 4:13
9. "Like a Nightmare" [Versió alternativa] - 4:27
10. "Louie Louie" [BBC John Peel Session '78] (Berry) - 2:46
11. "I'll Be Your Sister" [BBC John Peel Session '78] - 3:15
12. "Tear Ja Down" [BBC John Peel Session '78] - 2:39
13. "Stay Clean" [BBC Ràdio 1 In-Concert] - 3:03
14. "No Class" [BBC Ràdio 1 In-Concert] - 2:43
15. "I'll Be Your Sister" [BBC Ràdio 1 In-Concert] - 3:35
16. "Too Late, Too Late" [BBC Ràdio 1 In-Concert] - 3:24
17. "(I Won't) Pay Your Price [BBC Ràdio 1 In-Concert]" - 3:19
18. "Capricorn" [BBC Ràdio 1 In-Concert] - 4:14
19. "Limb from Limb" [BBC Ràdio 1 In-Concert] - 5:26

## Personal
- Lemmy (Ian Kilmister) - baix, veu, segon solo de guitarra en "Limb from Limb"
- "Fast" Eddie Clarke - guitarra
- Phil "Philthy Animal" Taylor - bateria
- Joe Petagno - portada
- Produït per Jimmy Miller - excepte "Tear Ja Down", produït per Neil Richmond.
- Enginyeria d'Ashley Howe i Trevor Hallesy